# Anthinora xanthophanes
Anthinora xanthophanes är en fjärilsart som beskrevs av Edward Meyrick 1914. Anthinora xanthophanes ingår i släktet Anthinora och familjen stävmalar. Inga underarter finns listade i Catalogue of Life.